# Abel Dufrane
Pour les articles homonymes, voir Dufrane.
Abel Dufrane, né le 8 mai 1880 à Frameries, et mort le 29 décembre 1960 à Mons, est un entomologiste belge, spécialisé dans les lépidoptères.

## Biographie
Dufrane étudie la faune des papillons de la région du lac Kivu en Afrique centrale. Il est membre de la Société royale belge d’entomologie.

## Publications
- Dufrane, A. 1929,  Variation chez Papilio (S.S.) antimachus Drury. Lambillionea 29:138-139.
- Dufrane, A. 1933 Quelques Rhopaloceres. Lambillionea 33:164-166.
- Dufrane, A.  1936 Sur quelques espèces du genre Papilio. Lambillionea 36:40-42.
- Dufrane, A.  1939  Lepidopteres du Kivu. Bulletin et Annales de la Société Royale Entomologique de Belgique 79:405-408.
- Dufrane, A. 1940 Lepidopteres du Kivu (2e note) (1). Bulletin et Annales de la Société Royale Entomologique de Belgique 80:129-134.
- Dufrane, A. 1945 Lepidopteres du Kivu (3e note) (1). Bulletin et Annales de la Société Royale Entomologique de Belgique 81:90-143.
- 1946 Papilionidae. Bulletin et Annales de la Société Royale Entomologique de Belgique 82:101-122.
- Dufrane, A.1947 Pieridae. Bulletin et Annales de la Société Royale Entomologique de Belgique 83:46-73.
- Dufrane, A. 1948  Lepidopteres du Kivu. Quatrieme Note (1). Bulletin et Annales de la Société Royale Entomologique de Belgique 84:160-168.
- Dufrane, A. 1948  A propos de Danaus (Limnas Hbn) chrysippus L. (Lep. Danaidae). Miscellania Entomologica 45:49-51.
- Dufrane, A.  1948 Note sur les Danaidae. Bulletin Mensuel de la Société Linneenne de Lyon 17:192-194.
- Dufrane, A.  1948 Lepidopteres du Kivu (4e note). Bulletin et Annales de la Société Royale Entomologique de Belgique 84:160-168.
- Dufrane, A.  1953 Lepidopteres du Kivu (5e note). Bulletin et Annales de la Société Royale Entomologique de Belgique 89:41-57.
- Dufrane, A.  1954 A propos de Syntarucus pulchra Murray (Lep. Lyc.). Bulletin et Annales de la Société Royale Entomologique de Belgique 90:66-68.
- Dufrane, A. 1954 Sur quelques Lycaenidae d’Afrique. Bulletin et Annales de la Société Royale Entomologique de Belgique 90:282-286.